# Coppa del Brasile 2012
La Coppa del Brasile 2012 (ufficialmente in portoghese Copa do Brasil 2012) è stata la 24ª edizione della Coppa del Brasile.

## Formula
Partite a eliminazione diretta con gare di andata e ritorno. In caso di pareggio nei tempi regolamentari, passa la squadra che ha realizzato il maggior numero di gol fuori casa. Nel caso non sia possibile determinare un vincitore con la regola dei gol fuori casa, sono previsti i tiri di rigore.
Nei primi due turni (primo turno e sedicesimi di finale) se la squadra che gioca la prima partita in trasferta vince con 2 o più gol di scarto, è automaticamente qualificata al turno successivo senza dover disputare la gara di ritorno.

## Partecipanti
54 squadre ammesse tramite piazzamenti nelle competizioni statali, 10 tramite Ranking CBF.
Santos (1° nel Ranking CBF 2010 e vincitore del Campionato Paulista 2011), Vasco da Gama (3° e detentore del trofeo), Flamengo (5°), Corinthians (6°), Internacional (8° e vincitore del Campionato Gaúcho 2011) e Fluminense (12°) esclusi per la partecipazione alla Coppa Libertadores 2012.

### Competizioni statali
Squadre ammesse per il miglior piazzamento nei campionati o nelle coppe statali:
| Stato               | Squadra (Città)                             | Motivo qualificazione                               |
| ------------------- | ------------------------------------------- | --------------------------------------------------- |
| Acre                | Rio Branco-AC (Rio Branco)                  | Vincitore del Campionato Acreano 2011               |
| Alagoas             | ASA (Arapiraca)                             | Vincitore del Campionato Alagoano 2011              |
| Alagoas             | Coruripe (Coruripe)                         | 2° nel Campionato Alagoano 2011                     |
| Amapá               | Trem (Macapá)                               | Vincitore del Campionato Amapaense 2011             |
| Amazonas            | Penarol-AM (Itacoatiara)                    | Vincitore del Campionato Amazonense 2011            |
| Amazonas            | Nacional-AM (Manaus)                        | 2° nel Campionato Amazonense 2011                   |
| Bahia               | Bahia de Feira (Feira de Santana)           | Vincitore del Campionato Baiano 2011                |
| Bahia               | Vitória (Salvador)                          | 2° nel Campionato Baiano 2011                       |
| Ceará               | Ceará (Fortaleza)                           | Vincitore del Campionato Cearense 2011              |
| Ceará               | Horizonte (Horizonte)                       | Vincitore della Copa Fares Lopes 2011               |
| Distretto Federale  | Brasiliense (Taguatinga)                    | Vincitore del Campionato Brasiliense 2011           |
| Distretto Federale  | Gama (Gama)                                 | 2° nel Campionato Brasiliense 2011                  |
| Espírito Santo      | São Mateus (São Mateus)                     | Vincitore del Campionato Capixaba 2011              |
| Espírito Santo      | Real Noroeste (Águia Branca)                | Vincitore della Copa Espírito Santo 2011            |
| Goiás               | Atl. Goianiense (Goiânia)                   | Vincitore del Campionato Goiano 2011                |
| Goiás               | Goiás (Goiânia)                             | 2° nel Campionato Goiano 2011                       |
| Maranhão            | Sampaio Corrêa (São Luís)                   | Vincitore del Campionato Maranhense 2011            |
| Maranhão            | Santa Quitéria (Santa Quitéria do Maranhão) | Vincitore della Copa União 2011                     |
| Mato Grosso         | Cuiabá (Cuiabá)                             | Vincitore del Campionato Matogrossense 2011         |
| Mato Grosso         | Luverdense (Lucas do Rio Verde)             | Vincitore della Copa Governador de Mato Grosso 2011 |
| Mato Grosso do Sul  | CENE (Campo Grande)                         | Vincitore del Campionato Sul-Matogrossense 2011     |
| Mato Grosso do Sul  | Aquidauanense (Aquidauana)                  | 2° nel Campionato Sul-Matogrossense 2011            |
| Minas Gerais        | Cruzeiro (Belo Horizonte)                   | Vincitore del Campionato Mineiro 2011               |
| Minas Gerais        | Atlético Mineiro (Belo Horizonte)           | 2° nel Campionato Mineiro 2011                      |
| Minas Gerais        | Ipatinga (Ipatinga)                         | Vincitore della Taça Minas Gerais 2011              |
| Pará                | Independente-PA (Tucuruí)                   | Vincitore del Campionato Paraense 2011              |
| Pará                | Paysandu (Belém)                            | 2° nel Campionato Paraense 2011                     |
| Paraíba             | Treze (Campina Grande)                      | Vincitore del Campionato Paraibano 2011             |
| Paraíba             | Auto Esporte-PB (João Pessoa)               | Vincitore della Copa Paraíba 2011                   |
| Paraná              | Coritiba (Curitiba)                         | Vincitore del Campionato Paranaense 2011            |
| Paraná              | Athl. Paranaense (Curitiba)                 | 2° nel Campionato Paranaense 2011                   |
| Paraná              | Operário-PR (Ponta Grossa)                  | 3° nel Campionato Paranaense 2011                   |
| Pernambuco          | Santa Cruz (Recife)                         | Vincitore del Campionato Pernambucano 2011          |
| Pernambuco          | Sport Recife (Recife)                       | 2° nel Campionato Pernambucano 2011                 |
| Piauí               | 4 de Julho (Piripiri)                       | Vincitore del Campionato Piauiense 2011             |
| Piauí               | Comercial-PI (Campo Maior)                  | 2° nel Campionato Piauiense 2011                    |
| Rio de Janeiro      | Botafogo (Rio de Janeiro)                   | 3° nel Campionato Carioca 2011                      |
| Rio de Janeiro      | Boavista-RJ (Saquarema)                     | 4° nel Campionato Carioca 2011                      |
| Rio de Janeiro      | Madureira (Rio de Janeiro)                  | Vincitore della Copa Rio 2011                       |
| Rio Grande do Norte | ABC (Natal)                                 | Vincitore del Campionato Potiguar 2011              |
| Rio Grande do Norte | Santa Cruz-RN (Santa Cruz)                  | 2° nel Campionato Potiguar 2011                     |
| Rio Grande do Sul   | Grêmio (Porto Alegre)                       | 2° nel Campionato Gaúcho 2011                       |
| Rio Grande do Sul   | Juventude (Caxias do Sul)                   | 3° nel Campionato Gaúcho 2011                       |
| Rio Grande do Sul   | Sapucaiense (Sapucaia do Sul)               | 2° nella Copa FGF 2010                              |
| Rondônia            | Espigão (Espigão d'Oeste)                   | Vincitore del Campionato Rondoniense 2011           |
| Roraima             | Real-RR (São Luiz do Anauá)                 | Vincitore del Campionato Roraimense 2011            |
| San Paolo           | Palmeiras (San Paolo)                       | 3° nel Campionato Paulista 2011                     |
| San Paolo           | San Paolo (San Paolo)                       | 4° nel Campionato Paulista 2011                     |
| San Paolo           | Paulista (Jundiaí)                          | Vincitore della Copa Paulista 2011                  |
| Santa Catarina      | Chapecoense (Chapecó)                       | Vincitore del Campionato Catarinense 2011           |
| Santa Catarina      | Criciúma (Criciúma)                         | 2° nel Campionato Catarinense 2011                  |
| Sergipe             | River Plate-SE (Carmópolis)                 | Vincitore del Campionato Sergipano 2011             |
| Sergipe             | São Domingos (São Domingos)                 | 2° nel Campionato Sergipano 2011                    |
| Tocantins           | Gurupi (Gurupi)                             | Vincitore del Campionato Tocantinense 2011          |

### Ranking
Squadre ammesse per il miglior piazzamento nel Ranking CBF 2011:
| Pos | Squadra     | Città          | Stato               |
| --- | ----------- | -------------- | ------------------- |
| 14  | Bahia       | Salvador       | Bahia               |
| 16  | Guarani     | Campinas       | San Paolo           |
| 18  | Portuguesa  | San Paolo      | San Paolo           |
| 21  | Náutico     | Recife         | Pernambuco          |
| 23  | Paraná      | Curitiba       | Paraná              |
| 25  | Ponte Preta | Campinas       | San Paolo           |
| 27  | Remo        | Belém          | Pará                |
| 28  | Fortaleza   | Fortaleza      | Ceará               |
| 29  | América-RN  | Natal          | Rio Grande do Norte |
| 32  | América-MG  | Belo Horizonte | Minas Gerais        |

## Risultati

### Primo turno
Andata 7, 8, 14 e 15 marzo 2012, ritorno 14, 15, 21 e 22 marzo 2012.
| Squadra 1       | Totale      | Squadra 2        | Andata | Ritorno |
| --------------- | ----------- | ---------------- | ------ | ------- |
| Coruripe        | 0-4         | Palmeiras        | 0-1    | 0-3     |
| Horizonte       | 2-2 4-2 dcr | América-RN       | 2-0    | 0-2     |
| Gama            | 0-2         | Ceará            | 0-2    | -       |
| Luverdense      | 2-4         | Paraná           | 2-2    | 0-2     |
| Rio Branco-AC   | 0-6         | Cruzeiro         | 0-6    | -       |
| São Mateus      | 3-4         | Chapecoense      | 2-1    | 1-3     |
| Sampaio Corrêa  | 2-2 gfc     | Athl. Paranaense | 2-1    | 0-1     |
| Madureira       | 0-2         | Criciúma         | 0-2    | -       |
| River Plate-SE  | 4-6         | Grêmio           | 2-3    | 1-3     |
| Real Noroeste   | 0-2         | Ipatinga         | 0-2    | -       |
| Santa Cruz-RN   | 0-3         | Náutico          | 0-3    | -       |
| Comercial-PI    | 2-6         | Fortaleza        | 2-3    | 0-3     |
| Auto Esporte-PB | 0-3         | Bahia            | 0-3    | -       |
| Real-RR         | 0-3         | Remo             | 0-0    | 0-3     |
| Cuiabá          | 1-5         | Portuguesa       | 1-1    | 0-4     |
| Operário-PR     | 0-4         | Juventude        | 0-4    | -       |
| Independente-PA | 0-5         | San Paolo        | 0-1    | 0-4     |
| Aquidauanense   | 1-2         | Bahia de Feira   | 1-0    | 0-2     |
| Gurupi          | 2-5         | Atl. Goianiense  | 0-1    | 2-4     |
| Sapucaiense     | 2-5         | Ponte Preta      | 0-0    | 2-5     |
| CENE            | 1-3         | Atlético Mineiro | 1-3    | -       |
| Penarol-AM      | gfc 4-4     | Santa Cruz       | 1-2    | 3-2     |
| Boavista-RJ     | 1-2         | América-MG       | 0-0    | 1-2     |
| Paulista        | 2-6         | Goiás            | 2-3    | 0-3     |
| Nacional-AM     | 0-2         | Coritiba         | 0-0    | 0-2     |
| Santa Quitéria  | 3-5         | ASA              | 2-3    | 1-2     |
| 4 de Julho      | 0-2         | Sport Recife     | 0-2    | -       |
| Espigão         | 1-3         | Paysandu         | 1-3    | -       |
| Treze           | 2-2 2-3 dcr | Botafogo         | 1-1    | 1-1     |
| Brasiliense     | 2-3         | Guarani          | 2-0    | 0-3     |
| São Domingos    | 0-2         | Vitória          | 0-0    | 0-2     |
| Trem            | 0-5         | ABC              | 0-5    | -       |

### Sedicesimi di finale
Andata 4, 5, 11 e 12 aprile 2012, ritorno 11, 12, 18 e 19 aprile 2012.
| Squadra 1       | Totale      | Squadra 2        | Andata | Ritorno |
| --------------- | ----------- | ---------------- | ------ | ------- |
| Horizonte       | 1-3         | Palmeiras        | 1-3    | -       |
| Ceará           | 3-3 gfc     | Paraná           | 2-2    | 1-1     |
| Chapecoense     | 2-5         | Cruzeiro         | 1-1    | 1-4     |
| Criciúma        | 2-7         | Athl. Paranaense | 1-2    | 1-5     |
| Ipatinga        | 0-4         | Grêmio           | 0-1    | 0-3     |
| Fortaleza       | 5-2         | Náutico          | 4-0    | 1-2     |
| Remo            | 2-5         | Bahia            | 2-1    | 0-4     |
| Juventude       | 2-4         | Portuguesa       | 2-0    | 0-4     |
| Bahia de Feira  | 2-5         | San Paolo        | 2-5    | -       |
| Atl. Goianiense | 3-3 3-4 dcr | Ponte Preta      | 2-1    | 1-2     |
| Penarol-AM      | 0-5         | Atlético Mineiro | 0-5    | -       |
| América-MG      | 3-4         | Goiás            | 0-0    | 3-4     |
| ASA             | 1-3         | Coritiba         | 1-0    | 0-3     |
| Paysandu        | 6-2         | Sport Recife     | 2-1    | 4-1     |
| Guarani         | 1-2         | Botafogo         | 1-2    | 0-0     |
| ABC             | 3-4         | Vitória          | 1-1    | 2-3     |

### Ottavi di finale
Andata 25, 26 aprile e 2 maggio 2012, ritorno 3, 9 e 10 maggio 2012.
| Squadra 1        | Totale | Squadra 2        | Andata | Ritorno |
| ---------------- | ------ | ---------------- | ------ | ------- |
| Paraná           | 1-6    | Palmeiras        | 1-2    | 0-4     |
| Athl. Paranaense | 3-1    | Cruzeiro         | 1-0    | 2-1     |
| Fortaleza        | 0-4    | Grêmio           | 0-2    | 0-2     |
| Portuguesa       | 0-2    | Bahia            | 0-0    | 0-2     |
| Ponte Preta      | 2-3    | San Paolo        | 1-0    | 1-3     |
| Goiás            | 3-2    | Atlético Mineiro | 2-0    | 1-2     |
| Coritiba         | 5-1    | Paysandu         | 4-1    | 1-0     |
| Vitória          | 3-2    | Botafogo         | 1-1    | 2-1     |

### Quarti di finale
Andata 16 e 17 maggio 2012, ritorno 23 e 24 maggio 2012.
| Squadra 1        | Totale | Squadra 2 | Andata | Ritorno |
| ---------------- | ------ | --------- | ------ | ------- |
| Athl. Paranaense | 2-4    | Palmeiras | 2-2    | 0-2     |
| Bahia            | 1-4    | Grêmio    | 1-2    | 0-2     |
| San Paolo        | 4-2    | Goiás     | 2-0    | 2-2     |
| Vitória          | 1-4    | Coritiba  | 0-0    | 1-4     |

### Semifinali
Andata 13 e 14 giugno 2012, ritorno 20 e 21 giugno 2012.
| Squadra 1 | Totale | Squadra 2 | Andata | Ritorno |
| --------- | ------ | --------- | ------ | ------- |
| Grêmio    | 1-3    | Palmeiras | 0-2    | 1-1     |
| San Paolo | 1-2    | Coritiba  | 1-0    | 0-2     |

### Finale

#### Andata
| Arbitro: | Wilton Pereira Sampaio |

|                                         |           |  |
| Valdivia 45+2’ (rig.) Thiago Heleno 64’ | Marcatori |  |

| Palmeiras | Coritiba |

| Palmeiras (4-4-2)   |    |                     |          |     |
|                     |    |                     |          |     |
| P                   | 1  | Bruno               |          |     |
| D                   | 14 | Artur               |          |     |
| D                   | 15 | Maurício Ramos      |          |     |
| D                   | 4  | Thiago Heleno       |          |     |
| D                   | 6  | Juninho             |          |     |
| C                   | 16 | João Vitor          |          |     |
| C                   | 8  | Márcio Araújo       | 53’      |     |
| C                   | 20 | Marcos Assunção (c) |          |     |
| C                   | 10 | Jorge Valdivia      | 50’, 69’ |     |
| A                   | 17 | Mazinho             |          | 81’ |
| A                   | 33 | Betinho             |          |     |
| Sostituzioni:       |    |                     |          |     |
| A                   | 7  | Maikon Leite        |          | 81’ |
| Allenatore:         |    |                     |          |     |
| Luiz Felipe Scolari |    |                     |          |     |

| Coritiba (4-5-1) |    |                 |       |     |
|                  |    |                 |       |     |
| P                | 1  | Vanderlei       |       |     |
| D                | 2  | Jonas           | 45+1’ |     |
| D                | 4  | Pereira (c)     |       |     |
| D                | 3  | Emerson         | 51’   |     |
| D                | 6  | Lucas Mendes    |       |     |
| C                | 5  | Willian Farias  |       |     |
| C                | 8  | Júnior Urso     | 40’   | 74’ |
| C                | 11 | Gil             |       | 68’ |
| C                | 10 | Éverton Ribeiro |       | 56’ |
| C                | 7  | Rafinha         |       |     |
| A                | 9  | Éverton Costa   |       |     |
| Sostituzioni:    |    |                 |       |     |
| C                | 17 | Lincoln         |       | 56’ |
| A                | 18 | Anderson Aquino |       | 68’ |
| C                | 15 | Tcheco          | 87’   | 74’ |
| Allenatore:      |    |                 |       |     |
| Marcelo Oliveira |    |                 |       |     |

#### Ritorno
| Arbitro: | Sandro Meira Ricci |

|            |           |             |
| Ayrton 61’ | Marcatori | 65’ Betinho |

| Coritiba | Palmeiras |

| Coritiba (4-4-2) |    |                 |            |     |
|                  |    |                 |            |     |
| P                | 1  | Vanderlei       |            |     |
| D                | 2  | Jonas           |            | 46’ |
| D                | 4  | Pereira (c)     | 88’, 90+1’ |     |
| D                | 3  | Demerson        |            |     |
| D                | 6  | Lucas Mendes    |            |     |
| C                | 8  | Sérgio Manoel   |            | 59’ |
| C                | 5  | Willian Farias  |            |     |
| C                | 7  | Rafinha         | 10’        |     |
| C                | 10 | Éverton Ribeiro |            |     |
| A                | 11 | Roberto         |            | 66’ |
| A                | 9  | Éverton Costa   |            |     |
| Sostituzioni:    |    |                 |            |     |
| D                | 13 | Ayrton          |            | 46’ |
| C                | 17 | Lincoln         | 74’        | 59’ |
| A                | 18 | Anderson Aquino |            | 66’ |
| Allenatore:      |    |                 |            |     |
| Marcelo Oliveira |    |                 |            |     |

| Palmeiras (4-4-2)   |    |                     |     |     |
|                     |    |                     |     |     |
| P                   | 1  | Bruno               |     |     |
| D                   | 14 | Artur               | 60’ |     |
| D                   | 15 | Maurício Ramos      |     |     |
| D                   | 4  | Thiago Heleno       |     | 38’ |
| D                   | 6  | Juninho             | 4’  |     |
| C                   | 3  | Henrique            | 70’ |     |
| C                   | 20 | Marcos Assunção (c) | 63’ |     |
| C                   | 16 | João Vitor          | 18’ | 72’ |
| C                   | 19 | Daniel Carvalho     |     | 57’ |
| A                   | 17 | Mazinho             |     |     |
| A                   | 33 | Betinho             |     |     |
| Sostituzioni:       |    |                     |     |     |
| D                   | 13 | Leandro Amaro       |     | 38’ |
| A                   | 11 | Luan                |     | 57’ |
| C                   | 8  | Márcio Araújo       |     | 72’ |
| Allenatore:         |    |                     |     |     |
| Luiz Felipe Scolari |    |                     |     |     |

## Verdetti
- Palmeiras vincitore della Coppa del Brasile 2012 e qualificato per la Coppa Libertadores 2013.

## Classifica marcatori
| Pos. | Giocatore       | Squadra          | Gol |
| ---- | --------------- | ---------------- | --- |
| 1    | Luís Fabiano    | San Paolo        | 8   |
| 2    | Joffre Guerrón  | Athl. Paranaense | 7   |
| 3    | Jaílson         | Fortaleza        | 5   |
| 3    | Jonatas Belusso | Juventude        | 5   |
| 5    | Anderson Aquino | Coritiba         | 4   |
| 5    | André           | Atlético Mineiro | 4   |
| 5    | Éverton Ribeiro | Coritiba         | 4   |
| 5    | Hernán Barcos   | Palmeiras        | 4   |
| 5    | Léo Gago        | Grêmio           | 4   |
| 5    | Neto Baiano     | Vitória          | 4   |
| 5    | Ramón           | Goiás            | 4   |
| 5    | Ricardo Goulart | Goiás            | 4   |
| 5    | Ricardo Jesus   | Portuguesa       | 4   |